# Apolloniova úloha

Příklad řešení (růžová kružnice) pro tři zadané kružnice (černé)

Osm různých řešení pro černé zadané kružnice

Apolloniova úloha je geometrická úloha pojmenovaná po starořeckém matematikovi Apollóniovi z Pergy, který se jí zabýval jako první. Její podstatou je ke třem zadaným kružnicím v rovině nalézt takovou kružnici, která se jich dotýká (má s každou z nich společný jediný bod). Obecně existuje takových řešení osm a liší se v tom, které ze zadaných kružnic leží uvnitř výsledné kružnice.
Kromě toho bývá uvažováno zobecnění úlohy, kdy se jako možná zadání uvažují i „kružnice s nulovým poloměrem“ a „kružnice s nekonečným poloměrem“, totiž body a přímky. Tím vzniká deset různých variant, které mají různý počet řešení. Například úloha se třemi body má jediné řešení.